# 7531 Pecorelli
7531 Pecorelli è un asteroide della fascia principale. Scoperto nel 1994, presenta un'orbita caratterizzata da un semiasse maggiore pari a 2,3399566 UA e da un'eccentricità di 0,1246941, inclinata di 3,63941° rispetto all'eclittica.